# Rathaus Alytus

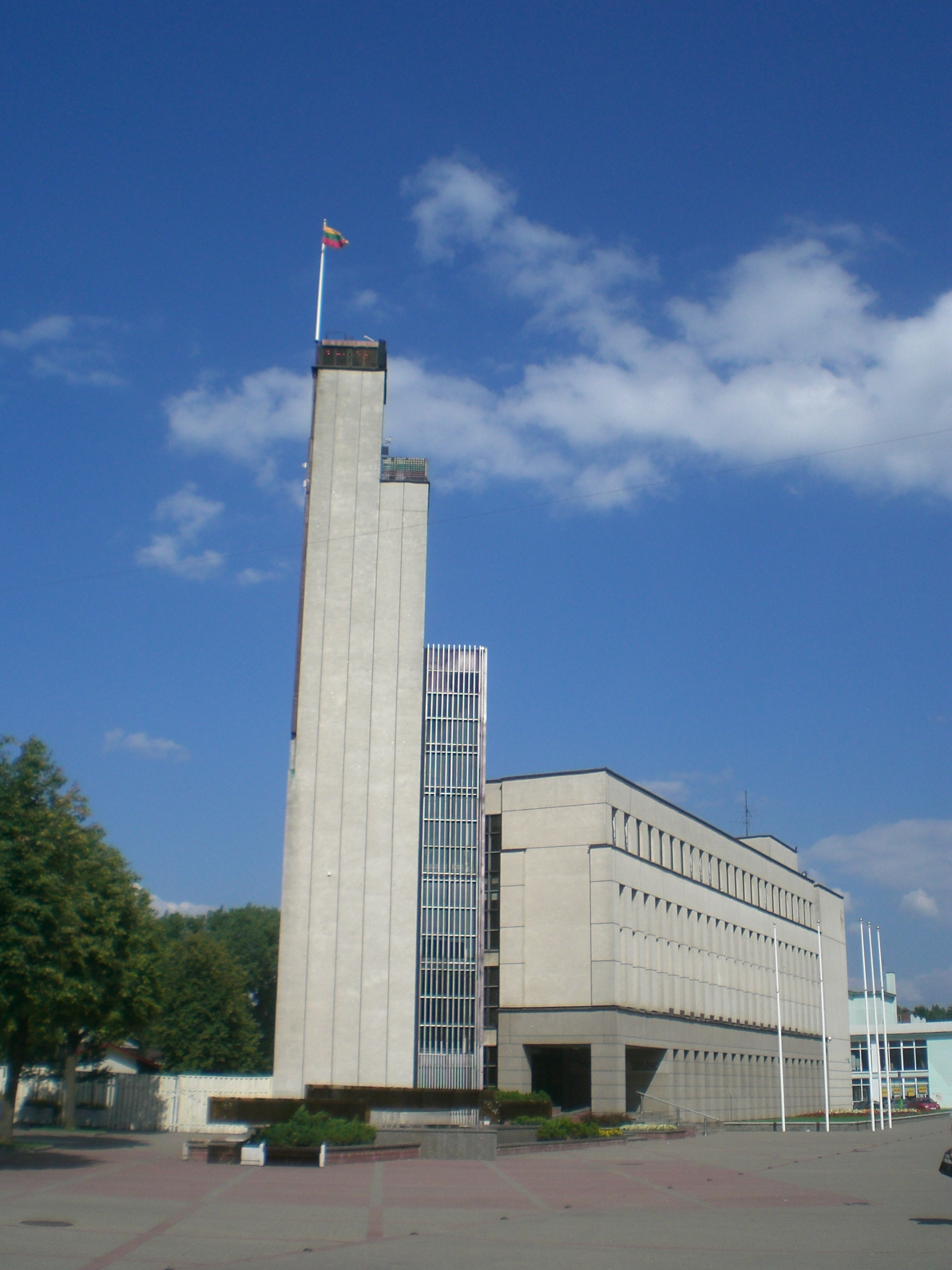
Rathaus von Alytus

Das Rathaus Alytus ist ein Rathaus in Südlitauen, im Zentrum der litauischen Stadt Alytus. Hier tagt der Stadtrat und befindet sich die Verwaltung der Stadtgemeinde Alytus. Neben dem Gebäude befindet sich der Rathausplatz, 1954 in Sowjetlitauen gebaut als Komjaunimo aikštė (Komsomol-Platz).

## Geschichte
In dem von Stephan Báthory (1533–1586) an die Stadt Alytus gewährten Selbstverwaltungsprivileg wurde den Stadtbewohnern vorgeschrieben, auf diesem Platz ein Rathaus zu errichten, das jetzt als Pirmojo Alytaus istorinė aikštė genannt wird.
Die Stadt Alytus wurde am rechten Ufer des Nemunas erbaut. Hier wurde der erste Stadtplatz gebildet und dort das Rathaus gebaut.
In den 80er Jahren des 20. Jahrhunderts wurden neue Stadtentwicklungspläne aufgrund eines schnellen Wachstums der sowjetischen Stadt Alytus vorbereitet. Die Suche nach einem Standort für eine neue Innenstadt hat begonnen. Der 1982 verabschiedete neue Stadtentwicklungsplan sah eine radikale Veränderung des zentralen Stadtplatzes vor. Der Architekt S. Juškys entwarf in seiner Mitte das Verwaltungsgebäude der Stadt (damals das Haus des Exekutivkomitees des Abgeordnetenrates), dessen Bau 1986 begann. Das heutige Rathaus von Alytus wurde am 27. Januar 1989 feierlich eröffnet.
Am 21. Februar 2019 wurde eine Diskussion zum Thema „Rathausgebäude - 30“ der Versammlungshalle der Stadtverwaltung von Alytus organisiert. Es war möglich, das Besondere an der Geschichte des zentralen Platzes der Stadt Alytus zu erfahren, wie dieses bedeutende Stadtgebäude entworfen und gebaut wurde und wie sich das Gebäude, das sich äußerlich seit drei Jahrzehnten nicht verändert hat, verändern könnte.